# MICH

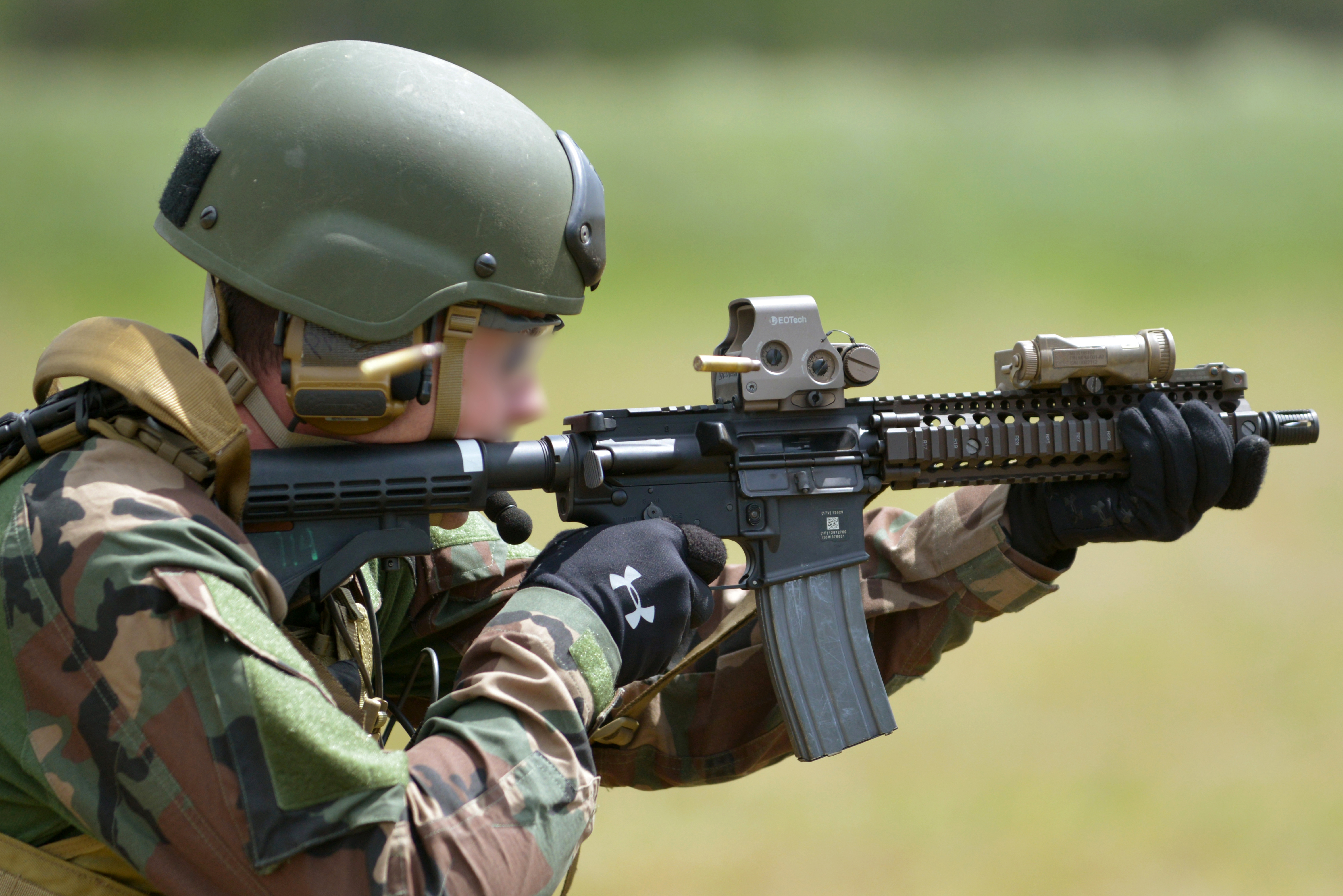
미 해병대원이 착용한 MICH

MICH는 미군에 의해 사용되는 여러 헬멧 중 하나다. 본 헬멧은 미국 육군 군인 시스템 센터 (US Army Soldier Systems Center) 가 미 육군이 사용할 차세대 방어 전투 헬멧이되도록 개발되었다.

## 개요
개발은 1997년에 시작되어 2001년 1월에 미 육군 군인 시스템 센터에 의해 발표되었다. MICH의 개발을 위한 주된 이유는 PASGT로 교체 한 덕분에 더 가볍고 편안하며 가깝고 착용감이 좋으며 플라스틱으로 만들어서 액세서리를 쉽게 장착 할 수 있기 때문이다. 특히 야간 투시 장치 및 통신 헤드셋에 연결한다.

## 제원
- 설계 연도 : 1997년
- 생산 기간 : 2001년 1월 - 현재
- 중량 : 사이즈에 따라 1.36kg~1.63kg
- 재질 : 아라미드 섬유

## 같이 보기
- 88식 철모
- ECH
- 미국 육군